# Кажимеж Соснковски
Кажѝмеж Соснко̀вски, герб Годжѐмба (на полски: Kazimierz Sosnkowski) е полски военен генерал брони и политик, деец на борбата за независимост, основател на Съюза за активна борба, началник-щаб на Първа бригада на Полските легиони по време на Първата световна война.
След възстановяването на Полската държава вицепремиер (1919 – 1920) и министър на военните работи (1920 – 1924), полски представител в ОН (1925), командир на Южния фронт по време на Септемврийската отбранителна кампания на Полската войска след агресията на Третия райх и СССР през 1939 година.
Наследник на президента на Полша, министър без портфейл в правителството на Владислав Шикорски в изгнание (1939 – 1940), главен командир на Съюза за въоръжена борба (1939 – 1941), върховен главнокомандващ на Полските въоръжени сили (1943 – 1944).